# Piero Gobetti

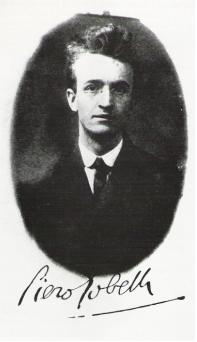
Piero Gobetti (ca. 1920)

Piero Gobetti (* 19. Juni 1901 in Turin; † 15. Februar 1926 in Paris) war ein italienischer Publizist und Politiker, einer der schillerndsten Vordenker des Antifaschismus.
In seinem kurzen und bewegten Leben verfocht er als außerordentlich aktiver Kritiker und Kämpfer die Ideen eines radikalen proletarischen Liberalismus bzw. eines undogmatischen Kommunismus.

## Leben
Auf dem Gymnasium lernte Gobetti seine spätere Frau Ada Prospero kennen, die wie er aus einer wohlhabenden Kaufmannsfamilie stammte. Als Jurastudent an der Turiner Universität gründete er im November 1918, im Alter von 17 Jahren, seine erste Zeitschrift Energie nove (Neue Energien). Darin orientierte er sich sowohl am liberalen Denken Luigi Einaudis als auch an Benedetto Croces idealistischer Philosophie und trat außerdem für die progressiven Positionen von Gaetano Salveminis L’Unità (Die Einheit) ein (Aufbau der Volksbildung, Frauenwahlrecht u. a.). Gleichzeitig markierte aber auch die russische Oktoberrevolution einen nachhaltigen Einfluss auf ihn. Nach seiner Überzeugung war der Sieg des Bolschewismus als ein notwendiger Befreiungsakt des Volkes zu verstehen, der in Italien – selbst im Risorgimento – nicht stattgefunden habe und der im Gegensatz zu den totalitär-oligarchischen Bestrebungen des Faschismus durch grundlegende, vom Volk ausgehende Gesellschaftsreformen nachzuholen sei.
Unter dem Eindruck der Turiner Rätebewegung gab der mit den Arbeitern sympathisierende Gobetti sein erstes Zeitschriftsprojekt im Frühjahr 1920 auf, um seine politischen Überzeugungen in einem Geschichts- und Philosophiestudium zu vertiefen. Dabei rückte er in zunehmendem Maße in die Nähe seines früheren Kommilitonen Antonio Gramsci, der zum Wortführer der Fabrikarbeiter und einer kommunistischen Minderheit innerhalb der sozialistischen Partei (PSI) avancierte. Gobettis Mitarbeit an Gramscis Zeitschrift Ordine Nuovo (Neue Ordnung), deren Theaterrubrik er unter dem Pseudonym Giuseppe Baretti übernahm, hatte jedoch nicht zur Folge, dass er sich der 1921 entstandenen kommunistischen Partei (PCI) anschloss. Er bevorzugte eine im Konflikt divergierender Meinungen erlangte Autonomie und kollektive Freiheit gegenüber dem doktrinären Führungsanspruch einer einzelnen Partei.
Von Februar 1922 bis November 1925 erschien seine zweite Zeitschrift La Rivoluzione Liberale (Die liberale Revolution), an der sich neben Gramsci auch andere namhafte Intellektuelle wie Luigi Sturzo und Giustino Fortunato beteiligten. Erklärtes Ziel des neuen Organs war es, die von Gobetti geforderte radikale Erneuerung in Politik und Kultur vorzubereiten und somit die schon im Namen propagierte „liberale Revolution“ einzuleiten. Spätestens mit der Machtergreifung der Faschisten im Oktober 1922 rückte ihr antifaschistisches Engagement jedoch in den Vordergrund. Zum einen war der Faschismus für Gobetti nur die drastischere Fortsetzung einer fragwürdigen Kompromisskultur, mit der die parlamentarische Demokratie und der bürgerliche Liberalismus das Land seit Bestehen der Nation lahmlegten. Zum anderen stellte er eine gefährliche Ansammlung und Potenzierung aller Grundübel der italienischen Gesellschaft dar. Im April 1923 gründete Gobetti in Ergänzung der Zeitschrift einen eigenen Verlag (Piero Gobetti editore), in dem u. a. Giovanni Amendolas Una battaglia liberale, Einaudis Le lotte del lavoro sowie Eugenio Montales Gedichtband Ossi di seppia erschienen. Als eines der exponiertesten oppositionellen Sprachrohre, das mit anderen liberalen Widerstandsgruppen in ganz Italien in Verbindung stand, wurde La Rivoluzione Liberale vom Mussolini-Regime scharf bekämpft. Einige Ausgaben der Zeitung wurden beschlagnahmt und zensiert und Gobetti kam mehrere Male in Haft, bevor er ihr Erscheinen am 8. November 1925 endgültig einstellen musste.
Mit Il Baretti gründete er im Dezember 1924 seine dritte Zeitschrift, die sich vorwiegend auf literarische Themen beschränkte, um so der politischen Verfolgung keinen weiteren Angriffspunkt zu bieten. In ihr waren unter anderem Beiträge von Benedetto Croce, Eugenio Montale, Natalino Sapegno, Umberto Saba, Emilio Cecchi, Giacomo Debenedetti, Leone Ginzburg und Mario Fubini zu lesen. Über Gobettis Tod hinaus konnte die Zeitschrift noch bis Dezember 1928 erscheinen. Er selber wurde zum Symbol des liberalen Antifaschismus und zum Vorbild vieler Intellektueller (Carlo Levi, Norberto Bobbio u. a.).
Am 5. September 1925 wurde Gobetti von vier Angehörigen der faschistischen Sturmabteilungen vor seinem Haus niedergeprügelt und erlitt schwere Verletzungen, von denen er sich nicht mehr erholte. Zu Beginn des Jahres 1926 ging er ins Pariser Exil und übertrug seine sämtlichen verlegerischen Tätigkeiten der anonymen Gesellschaft Le Edizioni del Baretti. In der Nacht vom 15. auf den 16. Februar 1926 starb er an den Folgen seiner Verletzungen. Er wurde auf dem Pariser Friedhof Père-Lachaise beigesetzt.

## Werke
- Dal bolscevismo al fascismo (1923)
- Felice Casorati pittore (1923)
- La filosofia politica di Vittorio Alfieri (1923)
- La frusta teatrale (1923)
- La rivoluzione liberale. Saggio sulla lotta politica in Italia (1924)
- Matteotti (1924)
- Opere critiche (1926 / 1927)
- Paradosso dello spirito russo (1926)
- Risorgimento senza eroi (1926)
- Piero e Ada Gobetti: Nella tua breve esistenza. Lettere 1918-1926. Briefe (1991)
- Carteggio 1918-1922. Briefe (2003)